# Qujiang (Quzhou)
Der Stadtbezirk Qujiang (衢江区,  Qújiāng Qū) ist ein Stadtbezirk der bezirksfreien Stadt Quzhou in der chinesischen Provinz Zhejiang. Er hat eine Fläche von 1.747 Quadratkilometern und zählt 373.920 Einwohner (Stand: Zensus 2020).
Auf Gemeindeebene setzt sich der Stadtbezirk aus zwei Straßenvierteln, zehn Großgemeinden und neun Gemeinden zusammen. 